# Saffo, venere di Lesbo
Saffo, venere di Lesbo è un film del 1960 diretto da Pietro Francisci.

## Trama
Nell'isola di Lesbo Saffo si innamora di Faone, ufficiale delle guardie del re e a capo della rivolta contro Melancro. Attide, rosa dalla gelosia, denuncia a Iperbio la presenza nel tempio di Faone. Questi viene mandato in esilio sulla Tracia, mentre Saffo, per evitare di sposare Iperbio, si rifugia con le sue allieve sacerdotesse nel tiaso, cioè il Tempio di Afrodite.
Durante il viaggio, Faone viene sorpreso da una tempesta e trascinato nel regno sottomarino di Poseidone. L'intervento di Afrodite lo libera da ogni pericolo: riuniti nuovamente i suoi guerrieri, Faone riesce a detronizzare Melancro e uccide Iperbio a duello. Tornato a Mitilene, sposa l'amata Saffo.

## Produzione
Il film, girato negli studi di Cinecittà, in Cinemascope venne iscritto al Pubblico registro cinematografico con il n. 2.305. Presentato alla Commissione di Revisione Cinematografica il 23 luglio 1960, ottenne il visto di censura n. 32.508 del 5 agosto 1960 con una lunghezza della pellicola di 2.990 metri. Ebbe la prima proiezione pubblica il 24 agosto 1960. Il film venne proiettato in Francia, con il titolo Sapho, il 18 novembre 1960; in Germania, con il titolo Sappho, venus von Lesbos, il 10 febbraio 1961; e negli USA, con il titolo The Warrior Empress, il 17 maggio 1961.

### Altri tecnici
- Assistente montaggio: Fedora Zincone
- Arredatore: Franco Loquenzi
- Parrucchiere: Anna Fabrizi
- Direttore di produzione: Paolo Giovanardi
- Ispettori di produzione: Libero Balduini, Sergio Jacobis
- Segretari di produzione: Ernesto Poli, Carmine De Benedictis
- Amministratore: Angelo Tavazza
- Segretaria di edizione: Maria Teresa Bonino
- Aiuto regista: Pietro Nuccorini
- Operatore: Filippo Carta
- Assistenti operatori: Luigi Di Giorgio, Ruggero Radicchi
- Fonico: Oscar Di Santo, Oscar De Arcangelis
- Fotografo di scena: Augusto Di Giovanni